# Eubigheimer Tunnel
Der Eubigheimer Tunnel ist ein Eisenbahntunnel der Frankenbahn bei Eubigheim im Main-Tauber-Kreis in Baden-Württemberg. Die Länge des Tunnels beträgt 272 Meter. Er steht als Teil der Sachgesamtheit "Badische Odenwaldbahn" unter Denkmalschutz.

## Lage
Der Eisenbahntunnel führt durch das Gewann Seewald am Grohberg. Nach dem Südwestportal (Lage) führt die Strecke in Richtung Eubigheim und nach dem Nordostportal (Lage) in Richtung Boxberg-Wölchingen.
Das Südwestportal befindet sich auf der Gemarkung Ahorn-Eubigheim und das Nordostportal auf der Gemarkung Boxberg-Uiffingen.

## Geschichte
Unmittelbar nach dem Eubigheimer Tunnel im Seewald in Richtung des Bahnhofes Eubigheim befand sich einst der Lokomotiv-Kehrbahnhof Seewiese.